# Jesper Rönnbäck
Jesper Johannes Rönnbäck (ur. 1 lutego 1974 w Jukkasjärvi) – szwedzki narciarz, specjalista narciarstwa dowolnego. Jego największym sukcesem jest brązowy medal w jeździe po muldach wywalczony podczas mistrzostw świata w Iizuna. Zajął także 6. miejsce w tej samej konkurencji na igrzyskach w Nagano.
Najlepsze wyniki w Pucharze Świata osiągnął w sezonie 1996/1997, kiedy to zajął 8. miejsce w klasyfikacji generalnej, a w klasyfikacji jazdy po muldach był trzeci. W sezonach 1995/1996 oraz 1997/1998 zdobywał małą kryształową kulę w klasyfikacji jazdy po muldach podwójnych.

## Osiągnięcia

### Igrzyska olimpijskie
| Miejsce | Dzień     | Rok  | Miejscowość | Konkurencja      | Zwycięzca     |
| ------- | --------- | ---- | ----------- | ---------------- | ------------- |
| 6.      | 11 lutego | 1998 | Nagano      | Jazda po muldach | Jonny Moseley |

### Mistrzostwa świata
| Miejsce | Dzień     | Rok  | Miejscowość | Konkurencja      | Zwycięzca         |
| ------- | --------- | ---- | ----------- | ---------------- | ----------------- |
| 9.      | 18 lutego | 1995 | La Clusaz   | Jazda po muldach | Edgar Grospiron   |
| 3.      | 8 lutego  | 1997 | Iizuna      | Jazda po muldach | Jean-Luc Brassard |

### Puchar Świata

#### Miejsca w klasyfikacji generalnej
- sezon 1993/1994: 119.
- sezon 1994/1995: 57.
- sezon 1995/1996: 24.
- sezon 1996/1997: 8.
- sezon 1997/1998: 16.

#### Miejsca na podium
1. Tignes – 10 grudnia 1995 (Jazda po muldach) – 3. miejsce
2. La Plagne – 15 grudnia 1996 (Muldy podwójne) – 3. miejsce
3. Hundfjället – 6 marca 1996 (Jazda po muldach) – 2. miejsce
4. Hundfjället – 7 marca 1996 (Muldy podwójne) – 1. miejsce
5. Tignes – 6 grudnia 1996 (Jazda po muldach) – 1. miejsce
6. La Plagne – 13 grudnia 1996 (Jazda po muldach) – 2. miejsce
7. Mont Tremblant – 9 stycznia 1997 (Jazda po muldach) – 3. miejsce
8. Mont Tremblant – 9 stycznia 1997 (Jazda po muldach) – 1. miejsce
9. Kirchberg – 21 lutego 1997 (Muldy podwójne) – 3. miejsce
10. Altenmarkt – 7 marca 1997 (Jazda po muldach) – 1. miejsce
11. Tignes – 6 grudnia 1997 (Jazda po muldach) – 2. miejsce
12. Hundfjället – 9 marca 1998 (Jazda po muldach) – 2. miejsce
13. Hundfjället – 10 marca 1998 (Muldy podwójne) – 1. miejsce
14. Altenmarkt – 15 marca 1998 (Muldy podwójne) – 2. miejsce

- W sumie 5 zwycięstw, 5 drugich i 4 trzecie miejsca.